# بيتر جون سوليفان
بيتر جون سوليفان (بالإنجليزية: Peter John Sullivan)‏ هو محامي وضابط ومحامي ودبلوماسي أمريكي، ولد في 15 مارس 1821 في كورك في جمهورية أيرلندا، وتوفي في 2 مارس 1883 في سينسيناتي في الولايات المتحدة.